# Aljoša Kunac
Aljoša Kunac (Split, 1980. augusztus 18. –) horvát válogatott vízilabdázó, az A-Híd Szeged Beton játékosa.

## Pályafutása
Pályafutását szülővárosában, a POŠK Split (akkoriban Splitsku banku Split) csapatában kezdte, mellyel 1999-ben megnyerte a legrangosabb európai vízilabdakupát, az Euroligát. 2001-ben az olasz élvonalbeli AS Romá-hoz szerződött, innen egy idényt követően a másodvonalban vitézkedő ASN Cataniá-hoz, majd az akkor szintén másodosztályú Nervi-hez igazolt. 2004 őszén két hónapot játszott Szaúd-Arábiában az al-Ittihád együttesénél, majd hazatért szülővárosába a Jadran Split-hez. A kalandvágyú játékos útja egy szezont követően újra – az akkor az olasz első osztályban szereplő – Nervi-hez vezetett, majd két idényt követően fogadta el a montenegrói Akademija Cattaro ajánlatát. A kotori alakulattal 2010-ben LEN-kupa-győzelmet ünnepelhetett, majd nyáron – Varga Tamás közvetítésével – aláírt a Ferencvároshoz. A zöld-fehér gárdánál csak egy bajnoki évadot időt töltött, 2011 őszén már a bajnoki bronzérmes Szeged Beton egyesületét erősítette.
A horvát válogatottban tizennyolc évesen mutatkozott be, legnagyobb sikerét a 2007-es világbajnokságon érte el, mikor a döntőben, hosszabbításos mérkőzésen 9–8-ra legyőzték az magyar válogatottat.

## Sikerek
- Világbajnok (2007)
- Euroliga-győztes (POŠK Split, 1999)
- LEN-kupa-győztes (Akademija Cattaro, 2010)
- Horvát bajnok (POŠK Split [akkoriban: Splitsku banku Split], 1998)
- Magyar Kupa-győztes (Szeged Beton, 2010)
- Horvát Kupa-győztes (POŠK Split [akkoriban: Splitsku banku Split], 2000)